# فرستنده (فیلم ۲۰۱۷)
فرستنده (به تامیلی: Mersal) یک فیلم اکشن، جنایی و دلهره‌آور هندی محصول سال ۲۰۱۷ سینمای تامیل به کارگردانی اتلی کومار است. در این فیلم بازیگرانی همچون ویجای، نیتیا منن، اس. جی سوریا، سامانتا روت پرابو، کجال آگاروال، وادیولو ایفای نقش کرده‌اند. این فیلم دربارهٔ دو برادر است که پس از تولد برادر کوچکتر از هم جدا شدند. وتری، یک شعبده باز هوشیار که مخالف جرایم پزشکی است و معاران، یک پزشک مشهور که مبالغ ناچیزی از بیمارانش دریافت می‌کند.
این فیلم در ۱۸ اکتبر ۲۰۱۷ مصادف با دیوالی در سراسر جهان منتشر شد. این فیلم عمدتاً نقدهای مثبتی دریافت کرد. همچنین دریافت کننده جوایز مختلف است. این فیلم با فروش ۲۰۰ کرور روپیه (۲۴ میلیون دلار) تا ۲۶۰ کرور (۳۱ میلیون دلار آمریکا) در سراسر جهان یک موفقیت تجاری بود و تبدیل به پردرآمدترین فیلم در کارنامه ویجای در آن زمان و همچنین یکی از پرفروش‌ترین فیلم‌های تامیل شد. نمایش ۱۰۰ روزه فیلم در ۲۵ ژانویه ۲۰۱۸ به پایان رسید. این فیلم در ۶ دسامبر ۲۰۱۸ در چین منتشر شد. به دلیل تقاضا، این فیلم در بزرگ‌ترین سینمای اروپا سینما گرند رکس، فرانسه نمایش داده شد. این فیلم در جشنواره بین‌المللی فیلم هاینان در چین و جشنواره بین‌المللی فیلم‌های فوق‌العاده بوچئون در کره جنوبی به نمایش درآمد.

## داستان
یک افسر پلیس یک پزشک را به دلیل جنایاتی که متخصصان پزشکی را هدف قرار می‌دهد دستگیر می‌کند اما بعداً مقصر واقعی را در داستان انتقام، فساد و جادو پیدا می‌کند.

## ساخت
فیلم‌برداری اصلی فیلم در ۱ فوریه ۲۰۱۷ در چنای آغاز شد و در سپتامبر ۲۰۱۷ طی ۱۳۰ روز کاری به پایان رسید. فیلمبرداری در گدانسک، لهستان و جیسلمیر، راجستان انجام شد.